# 2124 Nissen
2124 Nissen је астероид главног астероидног појаса чија средња удаљеност од Сунца износи 3,025 астрономских јединица (АЈ).
Апсолутна магнитуда астероида је 11,7.